# Katrancı, Eskil
Katrancı là một xã thuộc huyện Eskil, tỉnh Aksaray, Thổ Nhĩ Kỳ. Dân số thời điểm năm 2010 là 418 người.